# Caporales San Simón
Los Caporales San Simón son una fraternidad folklórica boliviana que se dedica a interpretar la danza de caporales.

## Historia
La idea de los Caporales San Simón nació en la ciudad de Cochabamba el año 1977 gracias a la iniciativa de un grupo de residentes orureños y estudiantes de la Universidad Mayor de San Simón que tenían el deseo de participar del Carnaval de Oruro. Eligieron la danza del caporal dada la sencillez de su coreografía y el precio no tan elevado para la confección de los trajes. Un año después, el 22 de noviembre de 1978, se fundó oficialmente la "Fraternidad Folklórica y Cultural Caporales Universitarios de San Simón" y finalmente, en 1979, los integrantes de la recién creada fraternidad participaron en el Carnaval de Oruro. 
En 1981 se creó un grupo en Oruro; en 1988 otro en La Paz; y en 1996 otro en Santa Cruz. Actualmente la fraternidad cuenta con miles de miembros en Bolivia, así como con bloques en el exterior del país, en Estados Unidos, Argentina, Chile, Perú, Brasil, España, Inglaterra, Francia, Italia y Suecia. 

## Condecoraciones
El año 2008 la Cámara de Senadores de Bolivia otorgó un reconocimiento a los Caporales San Simón por sus 30 años de aporte a la cultura y al folklore de Bolivia. 